# ألان ويب
ألان ويب (بالإنجليزية: Alan Webb)‏ (و. 1906 – 1982 م) هو ممثل، وممثل مسرحي، من المملكة المتحدة، ولد في يورك، توفي في تشيتشستر، عن عمر يناهز 76 عاماً.

## وصلات خارجية
- ألان ويب على موقع IMDb (الإنجليزية)
- ألان ويب على موقع ألو سيني (الفرنسية)
- ألان ويب على موقع أول موفي (الإنجليزية)
- ألان ويب على موقع قاعدة بيانات برودواي على الإنترنت (الإنجليزية)
- ألان ويب على موقع قاعدة بيانات الأفلام السويدية (السويدية)
- ألان ويب على موقع إن إن دي بي (الإنجليزية)
- ألان ويب على موقع ديسكوغز (الإنجليزية)
- ألان ويب على موقع قاعدة بيانات الفيلم (الإنجليزية)
- ألان ويب على موقع كينوبويسك (الروسية)